# Grepolis
Grepolis es el tercer juego desarrollado independientemente por InnoGames. El Mundo 1 se inauguró oficialmente el 8 de agosto de 2010, tras una fase BETA pública que duró varias semanas. Este juego de estrategia transporta al jugador a la Antigua Grecia, en el papel de gobernante de una pequeña polis. Varios dioses ayudan a los jugadores para que puedan dominar su propia isla y lanzarse a la conquista de islas vecinas a medida que avanza el juego. Alrededor de dos millones de jugadores participan en diversos mundos en varias versiones de diferentes idiomas en todo el mundo. El juego tiene algunos aspectos en común con Guerras tribales, también desarrollado por InnoGames.

## El juego
Además de forjar alianzas con otros usuarios, el objetivo principal del juego es la lucha contra otros jugadores. Las clasificaciones individuales de cada mundo muestran cómo lo está haciendo cada jugador comparado con los demás.
Todos los jugadores empiezan en una pequeña isla, que junto a otras islas forman archipiélagos, compartida con un número reducido de otros usuarios, donde fundarán una pequeña ciudad que tendrán que ampliar. Al convertir la polis en una ciudad, los jugadores desbloquean nuevos edificios y unidades que podrán emplear en la lucha contra los vecinos. Más adelante en la partida, los jugadores pueden ampliar su territorio y anexionarse otros con la conquista de ciudades. También pueden construir templos para pedir ayuda en la guerra a los dioses de la Antigua Grecia. Cada uno de los seis dioses disponibles ofrece diferentes ventajas en la lucha contra otros usuarios. Estos incluyen a Zeus, Atenea, Hera , Poseidón, Artemisa. Hades  se introdujo como nuevo dios en la versión 2.0 del juego. También está la diosa Artemisa que inicialmente solo estaba en los llamados "Mundos de los héroes" pero que recientemente ya está disponible para todos los mundos que van abriéndose, ampliando así el abanico de hechizos y de unidades míticas.
Los jugadores pueden forjar alianzas para protegerse de los ataques de otros, ayudarse entre sí con recursos y tropas, y jugar en equipo e interactuar con otros. También pueden pactar, declarar la guerra y entrar en PNA (pactos de no agresión) con otras alianzas.

### Versiones
Los mundos del juego se actualizan constantemente con versiones nuevas. El lanzamiento de las  maravillas del mundo y los mundos de héroe en la versión 1.99 introdujo algunas de las características más significativas, pero estas solo se aplican en mundos nuevos creados con la nueva versión.

## Grepolis 2.0
La versión 2.0 se publicó en marzo de 2011 con dos nuevos mundos: Mundo Omikron (21 de marzo de 2011) y mundo Pi (22 de marzo de 2011).
Esta no solo introdujo el nuevo dios Hades, sino también los llamados "mundos de héroe", el mercader fenicio, que ofrece recursos y tropas a cambio de monedas de plata, y las maravillas del mundo, que hacen que el mundo se dé por concluido si una alianza llega a construir cuatro de ellas. También se mejoraron notablemente los gráficos.

## Mundos
Dentro de Grepolis se pueden encontrar gran número de mundos entre los que se encuentran los mundos de la versión 1.0 y los mundos de la versión 2.0 cada uno con sus características distintas en cuanto a velocidad del mundo, velocidad de unidades, sistema de conquista, protección inicial y miembros por alianza.
| ID | Nombre     | Fecha de creación | Nuevas inscripciones |
| -- | ---------- | ----------------- | -------------------- |
| 1  | Alpha      | 03.03.2010        | Cerrado              |
| 2  | Beta       | 19.03.2010        | Cerrado              |
| 3  | Gamma      | 22.04.2010        | Cerrado              |
| 4  | Delta      | 18.05.2010        | Cerrado              |
| 5  | Epsilon    | 04.06.2010        | Cerrado              |
| 6  | Zeta       | 12.10.2010        | Cerrado              |
| 7  | Theta      | 15.11.2010        | Cerrado              |
| 8  | Iota       | 09.12.2010        | Cerrado              |
| 9  | Kappa      | 21.2.2011         | Cerrado              |
| 10 | Lambda     | 23.03.2011        | Cerrado              |
| 11 | Mi         | 07.04.2011        | Cerrado              |
| 12 | Ni         | 03.05.2011        | Cerrado              |
| 13 | Xi         | 23.05.2011        | Cerrado              |
| 14 | Ómikron    | 17.06.2011        | Cerrado              |
| 15 | Pi         | 18.07.2011        | Cerrado              |
| 16 | Rho        | 20.10.2011        | Cerrado              |
| 17 | Sigma      | 14.11.2011        | Cerrado              |
| 18 | Tau        | 06.12.2011        | Cerrado              |
| 19 | Ipsilon    | 17.01.2012        | Cerrado              |
| 20 | Phi        | 22.02.2012        | Cerrado              |
| 21 | Chi        | 10.04.2012        | Cerrado              |
| 22 | Psi        | 03.05.2012        | Cerrado              |
| 23 | Omega      | 16.05.2012        | Abierto              |
| 25 | Atenas     | 13.06.2012        | Abierto              |
| 26 | Bizancio   | 04.07.2012        | Cerrado              |
| 27 | Corinto    | 01.08.2012        | Abierto              |
| 28 | Delfos     | 31.08.2012        | Abierto              |
| 29 | Éfeso      | 09.10.2012        | Abierto              |
| 31 | Gitión     | 29.10.2012        | Abierto              |
| 33 | Heraclión  | 21.11.2012        | Cerrado              |
| 34 | Itaca      | 29.11.2012        | Abierto              |
| 35 | Juktas     | 04.02.2013        | Abierto              |
| 36 | Knossos    | 13.02.2013        | Abierto              |
| 37 | Lamia      | 18.03.2013        | Abierto              |
| 38 | Marathon   | 15.04.2013        | Abierto              |
| 39 | Naxos      | 10.05.2013        | Abierto              |
| 40 | Pella      | 10.09.2013        | Abierto              |
| 41 | Rhethymnos | 04/11/2013        | Abierto              |

En los Campos Elíseos se puede encontrar otro mundo distinto.
| ID | Nombre     | Fecha de creación | Nuevas inscripciones |
| -- | ---------- | ----------------- | -------------------- |
| 32 | Hiperbórea | 13.11.2012        | Abierto              |

Para los Héroes también existen dos mundos distintos.
| ID | Nombre      | Fecha de creación | Nuevas inscripciones |
| -- | ----------- | ----------------- | -------------------- |
| 20 | Aquiles     | 21.02.2012        | Abierto              |
| 28 | Belerofonte | 26.10.2012        | Abierto              |

## Eventos
En ciertas fechas, Grepolis celebra distintos eventos entre los usuarios. Por ejemplo, el 12 de agosto de 2012 se está llevando a cabo una recreación de las olimpiadas, llamada Grepolympia, donde los jugadores deberán entrenar a sus atletas y asignar los distintos puntos de habilidad que son otorgados para subir de nivel, participar en los eventos y sumar puntos, de manera que avance el jugador en la clasificación global. En estas olimpiadas hay 4 deportes: carrera de hoplitas, tiro con arco, lanzamiento de jabalina y carreras de cuadrigas. Otros eventos son Oktoberfest, Halloween, Navidad...

## Diferencias con Guerras tribales y otros datos
Grepolis es, de hecho, la nueva versión de Guerras tribales. Grepolis cuenta con gráficos mejorados y sistemas nuevos. Lo que se llamaba "tribu" en Guerras tribales en Grepolis se denomina "alianza", pero cumplen la misma función. Los gráficos en Grepolis se han mejorado e incluso el menú cuenta con más animaciones que en Guerras tribales. Grepolis también tiene dioses y características como los puertos, que tiene un papel vital en el progreso en el juego y que ayuda a conquistar otras polis (ciudades o poblados) y a dar apoyo a las de otras islas. Además, también cuenta con las denominadas "aldeas" (también llamadas "granjas"), donde el jugador puede obtener (saquear) recursos, entre otras muchas cosas. Los edificios incluyen: senado (edificio principal), aserradero, cantera, mina de plata, granja, almacén, academia, cuartel, ágora, templo, puerto, cueva y mercado. Los edificios especiales del grupo 1 incluyen: teatro, termas, biblioteca y faro. Los edificios especiales del grupo 2 incluyen: torre, estatua divina, oráculo y la tienda del mercader. Solo puede construirse un edificio de cada grupo de edificios especiales (por lo que el total de edificios especiales que puede completarse es de dos). Las nuevas características incluyen las unidades míticas (dos disponibles por cada dios) y las naves (incluidas naves de combate, de transporte y de colonización).
Esta última es necesaria para conquistar una ciudad o colonizar un país no ocupado (lo que se denominaba “ennoblecer” en Guerras tribales).

## Versiones localizadas
Hay 23 versiones localizadas. Las versiones internacional, española y francesa son las que cuentan con un mayor número de mundos virtuales.
| Alemania · (30 mundos; 1 mundo de héroe) | Brasil (17 mundos)                    | Mundo Beta                             | Dinamarca (8 mundos; 1 mundo de héroe) | Francia (33 mundos; 1 mundo de héroe)         | Internacional (inglés) (67 mundos; 1 mundo de héroe) |
| Grecia (12 mundos; 1 mundo de héroe)     | Hungría (12 mundos; 1 mundo de héroe) | Italia (16 mundos; 1 mundo de héroe)   | Japón (5 mundos)                       | Corea del Sur (6 mundos)                      | Países Bajos (17 mundos; 1 mundo de héroe)           |
| Noruega (7 mundos)                       | Polonia (21 mundos; 1 mundo de héroe) | Portugal (15 mundos; 1 mundo de héroe) | Rumanía (15 mundos; 1 mundo de héroe)  | Rusia (10 mundos; 1 mundo de héroe)           | Suecia (8 mundos; 1 mundo de héroe)                  |
| Eslovaquia (8 mundos; 1 mundo de héroe)  | España (81 mundos; 2 mundo de héroe)  | Tailandia (1 mundo)                    | Turquía (1 mundo)                      | República Checa (11 mundos; 1 mundo de héroe) |                                                      |

## Financiación
Grepolis apenas recurre a la publicidad. Por esta razón, el juego se financia gracias a las funciones premium que los jugadores pueden adquirir en el juego a cambio de dinero. Las monedas de oro compradas, por ejemplo, pueden emplearse para conseguir los servicios de un administrador, que proporciona al jugador nuevas vistas generales (por ejemplo, la vista general de edificios o de tropas). Además del administrador, se pueden invertir las monedas de oro en una suma sacerdotisa, un comandante o un capitán. Estos proporcionan diversas ventajas al jugador, como mayor velocidad en los viajes de tropas y mercaderes, mayor favor de los dioses o un incremento de la capacidad de lucha de las unidades navales.
A cambio de 50 monedas de oro, los jugadores pueden celebrar los Juegos Olímpicos, que normalmente duran cinco días.
Durante la fase de BETA, el sistema premium recibió algunas críticas. La comunidad opinaba que los elementos premium afectaban demasiado a los eventos del juego, de modo que distorsionaban notablemente la experiencia de juego. Así, por ejemplo, es posible reducir el tiempo de construcción a la mitad a cambio de 20 monedas de oro. También está la opción de reducir el tiempo que tarda en llegar el mercader fenicio a la mitad a cambio de 20 monedas de oro.

## Nominaciones
Incluso durante la fase BETA, Grepolis fue nominado en la categoría de Mejor Juego de Estrategia y Mejor Juego de Navegador alemán de 2009, en los premios a los desarrolladores alemanes.
En 2011, Grepolis fue nominado para los European Games Award en la categoría de Mejor Juego de Navegador, ganando este premio.